# Ӆ
Ӆ (minuskule ӆ) je písmeno cyrilice. Je používáno v chantyjštině a v kildinské sámštině. Jedná se o variantu písmena Л.